# Кристинентал
Кристинентал (њем. Christinenthal) општина је у њемачкој савезној држави Шлезвиг-Холштајн. Једно је од 112 општинских средишта округа Штајнбург. Према процјени из 2010. у општини је живјело 49 становника. Посједује регионалну шифру (AGS) 1061021.

## Географски и демографски подаци
Кристинентал се налази у савезној држави Шлезвиг-Холштајн у округу Штајнбург. Општина се налази на надморској висини од 15 метара. Површина општине износи 3,4 km². У самом мјесту је, према процјени из 2010. године, живјело 49 становника. Просјечна густина становништва износи 15 становника/km².